# 遠州病院
JA静岡厚生連遠州病院（ジェイエイしずおかこうせいれんえんしゅうびょういん）は、浜松市中央区にある病院。医師の卒後臨床研修指定病院である。エイズ治療拠点病院の指定を受ける。

## 沿革
- 1938年（昭和13年） - 浜松市常盤町に保証責任医療利用組合連合会遠州病院として開業。
- 1945年（昭和20年） - 浜松大空襲により、全棟焼失。他病院を借り、診療を続ける。
- 1946年（昭和21年） - 焼失後、新病院を開設。
- 1947年〜2000年 - 増築・改造等を経て、一般355床、療養型病床群47床の病院となる。
- 1948年（昭和23年） - 静岡県厚生農業協同組合連合会（JA静岡厚生連）の直営病院となる。
- 1959年（昭和34年） - 総合病院の認定を受け、遠州総合病院と改称する。
- 2005年（平成17年） - 病院移転工事開始。
- 2007年（平成19年）4月1日 - 現在地（三立製菓跡地）に移転。名称を遠州病院に改める。床数はほぼ同じ400床。

## 診療科目
- 総合診療内科
- 内科
- 小児科
- 外科
- 整形外科
- 脳神経外科
- 精神科
- 皮膚科
- 泌尿器科
- 耳鼻咽喉科
- 産婦人科
- 眼科
- 放射線科
- リハビリテーション科
- 麻酔科
- 臨床検査科

## アクセス
- 鉄道
  - 遠州鉄道西鹿島線
    - 遠州病院駅下車、徒歩4分
- バス：最寄停留所は「遠州病院前」。浜松駅バスターミナルから来る場合は10番のりば。所要時間は約5分。

| のりば         | 系統番号          | 路線名               | 主要経由地                                     | 主な行先             | 備考                                                  |
| -------------- | ----------------- | -------------------- | ---------------------------------------------- | -------------------- | ----------------------------------------------------- |
| 広小路通り西側 | 2／74・77・78／75 | 早出線／蒲線／笠井線 | 県総合庁舎・広小路                             | 浜松駅               |                                                       |
| 広小路通り東側 | 2                 | 早出線               | 八幡西・柳通り・早出新田・早出上公園・上島駅東 | イオンモール浜松市野 | 朝夕の一部の便は早出上公園止。                        |
| 広小路通り東側 | 73                | 笠井線               | 労災病院・丸塚町・天王・上石田                 | 笠井上町             | 夜の一部便のみ。                                      |
| 広小路通り東側 | 74                | 蒲線                 | 労災病院・丸塚町・中田町                       | イオンモール浜松市野 |                                                       |
| 広小路通り東側 | 75                | 笠井線               | 労災病院・浜松プラザ・天王・上石田             | 笠井上町             | 平日開校日朝1便のみ西遠学園止。                       |
| 広小路通り東側 | 76                | 笠井線               | 労災病院正門・浜松プラザ・天王・上石田         | 笠井上町             | 平日午前のみ運行。                                    |
| 広小路通り東側 | 77                | 蒲線                 | 労災病院・丸塚町・東海染工                     | イオンモール浜松市野 | 一部便はさぎの宮経由笠井上町行。                      |
| 広小路通り東側 | 78                | 蒲線                 | 労災病院・丸塚町・笹ヶ瀬北                     | 産業展示館           | 平日始発便は三立製菓行。 17時台以降の便は笠井上町行。 |

- 徒歩：

## その他
- 駐車場棟[1]が併設されており、マツモトキヨシ[2]、セブン-イレブンが入居している。かつては愛知県豊橋市に本店を置く洋菓子店「マッターホーン」の系列店「浜松マッターホーン」（喫茶スペースあり）が入居していたが、2014年12月25日を最後に撤退した。

- 旧病院跡地は解体された後長らく更地となっていたが、マックスバリュ東海の店舗が開店し、2018年になり分譲マンション『常盤町レジデンス』の建設が始まっている。

- 現在の場所に移転する前には、カンパンやチョコバットの菓子類を製造する三立製菓の本社工場が存在していた。(同工場を含めた地域全体が、市の区画整理計画で移転した。)